# L'Affaire Blum
Pour plus de détails, voir Fiche technique et Distribution.
L'Affaire Blum (titre original : Affaire Blum) est un film de procès allemand réalisé par Erich Engel, sorti en 1948. Il fait partie de la tradition d'après-guerre des films de décombres.
Le film s'inspire du scandale judiciaire de Magdebourg (de) en 1925-1926. Le fabricant Rudolf Haas fut accusé du meurtre de Hellmuth Helling, représentant de commerce, et détenu pendant deux mois avant le procès, qui se révéla plus tard être un déni de justice.

## Synopsis
Une ville allemande de taille moyenne dans les années 1920. Un fabricant juif est accusé du meurtre de son comptable. Le juge d'instruction, nationaliste allemand, qui croit que le meurtrier est un juif, veut que Blum soit l'auteur du meurtre alors que l'assassin est un ancien membre d'un corps franc. Le président de la cour, social-démocrate, nomme un officier de la police criminelle qui invalide les preuves du juge.

## Fiche technique
- Titre : L'Affaire Blum
- Titre original : Affaire Blum
- Réalisation : Erich Engel assisté de Ludwig Lober et de Zlata Mehlers
- Scénario : Robert A. Stemmle d'après son roman
- Musique : Herbert Trantow (de)
- Direction artistique : Emil Hasler
- Costumes : Brigitte Götting
- Photographie : Friedl Behn-Grund, Karl Plintzner (de)
- Son : Erich Schmidt
- Montage : Lilian Seng
- Production : Herbert Uhlich
- Sociétés de production : Deutsche Film AG
- Société de distribution : Deutsche Film AG
- Pays de production :  Allemagne
- Langue : allemand
- Format : Noir et blanc — 35 mm — 1,37:1 — Son : Mono
- Genre : Film dramatique
- Durée : 109 minutes
- Dates de sortie :
  - Allemagne : 3 décembre 1948.
  - Autriche : 17 juin 1949.
  - France : 6 septembre 1950[1].

## Distribution
- Alfred Schieske : Le commissaire de la police criminelle Otto Bonte
- Paul Bildt : Le juge d'instruction Konrat
- Kurt Ehrhardt : Jakob Blum
- Karin Evans (de) : Sabine Blum, son épouse
- Hans Christian Blech : Karlheinz Gabler, le meurtrier
- Ernst Waldow: Le commissaire de la police criminelle Schwerdtfeger
- Herbert Hübner: Le président de la cour Hecht
- Gisela Trowe : Christina Burman
- Arno Paulsen : Wilhelm Platzer
- Friedrich Maurer (de) : Le procureur Gerhard Wormser
- Maly Delschaft : Anna Platzer
- Blandine Ebinger : Lucie Schmerschneider
- Gerhard Bienert : Karl Bremer
- Renée Stobrawa (de) : Mme Bremer
- Werner Peters : Egon Konrad
- Albert Venohr : L'armurier
- Emmy Burg (de) : Therese
- Jean Brahn (de) : Merkel
- Arthur Schröder (de) : Hinkeldey
- Reinhard Kolldehoff : Tischbein
- Lilli Schoenborn (de) : La patiente